# Імпульсна віддувка
Імпульсна віддувка (рос. импульсная отдувка, англ. impulse thrashing soundly, нім. Impulsabtreiben n, Impulsabblasen n) — у збагаченні корисних копалин — віддувка кеку з фільтрувальної поверхні вакуум-фільтру переривчастими поштовхами стисненого повітря, що забезпечує повніше зняття нафільтрованого осаду. Імпульсна віддувка здійснюється за допомогою спеціального клапана-переривача.